# Jan Herberts (verzetsstrijder)
Jan Herberts (Elst, 2 september 1926 – Vught, 3 september 1944) was een Nederlands verzetsstrijder.
Herberts volgde de Mulo te Arnhem en voetbalde bij Vitesse. Hij vormde met vrienden een verzetsgroep. Op 30 augustus werd Herberts bij zijn grootouders gearresteerd, nadat eerder die dag een overval op een Duitse soldaat, waaraan hij had deelgenomen, was mislukt. Hij werd opgesloten in Kamp Vught, waar hij een dag na zijn 18e verjaardag werd gefusilleerd op de fusilladeplaats Vught. Herberts was de jongste persoon die hier werd doodgeschoten.